# Ostroveni (okręg Vâlcea)
Ostroveni – wieś w Rumunii, w okręgu Vâlcea, w gminie Galicea. W 2011 roku liczyła 194 mieszkańców.